# Selenia Aspide
Аспиде (итал. Aspide, буквально «Аспид») — итальянское семейство управляемых ракет средней дальности для поражения воздушных целей, разработанное фирмой Selenia. В семейство входят зенитные управляемые ракеты и ракеты класса «воздух-воздух». В 1988 году Aspide Mk.1 была принята на вооружение ВВС Италии. Конструкция ракеты базируется на американской RIM-7E Sea Sparrow.

## Модификации
Существуют модификации ракеты как для оснащения самолётов (истребители F-104), так и для ЗРК Albatros корабельного и ЗРК Skyguard-Aspide, Spada — сухопутного базирования:
- Aspide Mk.1 — базовый вариант с моноимпульсной ПАРГСН фирмы Selenia и РДТТ разработки SNIA-Viscosa[англ.]. Активно поставлялась на экспорт — закуплена 17 странами.[1]
- Aspide Mk.2 — модернизированный вариант с АРГСН, разработка которого была остановлена в пользу ракет с лучшими характеристиками, таких как AIM-120 AMRAAM.
- Aspide 2000 — ЗУР на базе Aspide Mk.1, используемая в составе сухопутных ЗРК Skyguard-Aspide и Spada-2000.
- PL-10 — китайская ракета класса «воздух-воздух» созданная на базе Aspide Mk.1, также существует в варианте ЗУР в составе ЗРК HQ-64.
- ---Aspide F01--- - представляла из себя ракету класса Воздух-земля

## Тактико-технические характеристики
- Дальность: 35 км
- Потолок: 8000 м
- Скорость полёта: 1324 м/с (М=4)
- Двигатель: РДТТ SNIA-Viscosa
- Система наведения: моноимпульсная ПАРЛГСН[англ.] Selenia
- Стартовая масса: 220 кг
- Масса боевой части: 30 кг
- Длина: 3,7 м
- Диаметр: 203 мм
- Размах крыла: 1 м